# Kammasandra Agrahara, Anekal
Kammasandra Agrahara là một làng thuộc tehsil Anekal, huyện Bangalore Urban, bang Karnataka, Ấn Độ.